# Encourados
Encourados is een plaats (freguesia) in de Portugese gemeente Barcelos en telt 561 inwoners (2001).

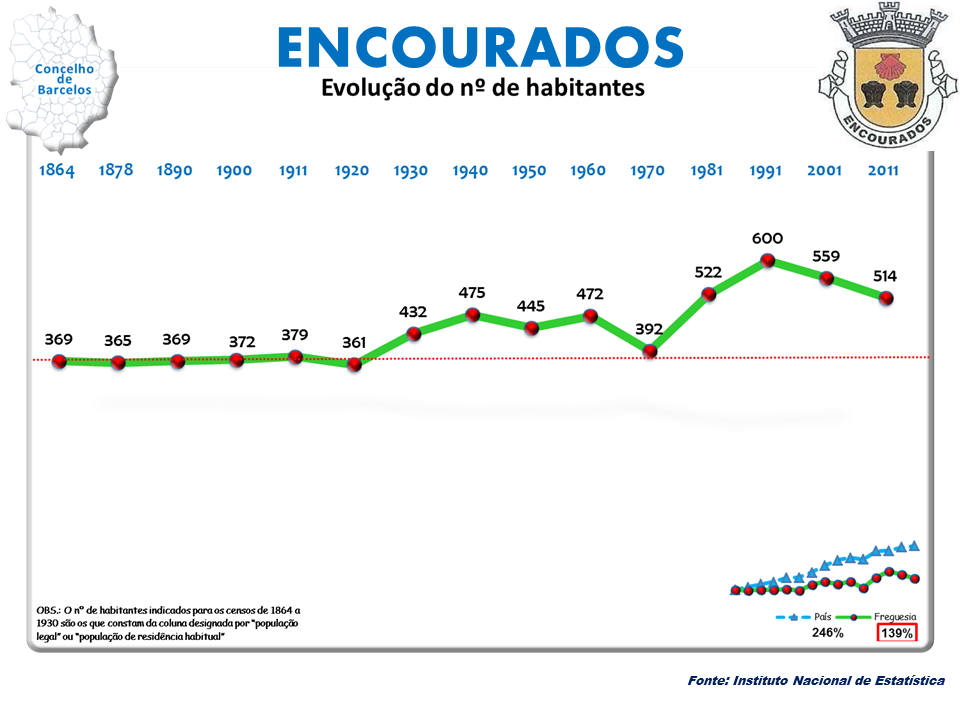
Bevolkingsontwikkeling tussen 1864 en 2011